# .in
.in ist die länderspezifische Top-Level-Domain (ccTLD) Indiens. Sie wurde am 8. Mai 1989 eingeführt und wird von der National Internet Exchange of India (kurz NIXI, etwa Nationaler Internetaustauschpunkt Indiens) verwaltet, allgemein auch als INRegistry bezeichnet. Für den technischen Betrieb ist seit 2005 die indische Tochtergesellschaft von Afilias zuständig. Im September 2017 waren inzwischen 1.809.893 Domains registriert.

## Entwicklung
Nach offiziellen Angaben waren zum Jahresende 2004 etwa 6.000 bis 7.000 .in-Domains registriert. Um der Top-Level-Domain ein größeres Gewicht zu verschaffen und ihre Verbreitung zu fördern, kündigte INRegistry an, die Vergabekriterien weitgehend zu liberalisieren. Die Endung sollte fortan für jedermann im In- und Ausland ohne besondere Beschränkungen genutzt werden können. Tatsächlich stieg die Zahl der .in-Domains durch diese Maßnahme auf 75.000 im April 2005 an. Im September 2005 waren es 130.000, im November 2006 wurde die Marke von 200.000 Domains geknackt. Zu diesem Zeitpunkt waren 37 Prozent aller .in-Domains auf Personen außerhalb Indiens angemeldet, wobei die USA und Deutschland die Verbreitung anführten.

## Eigenschaften
Die Vergabekriterien wurden im Januar 2005 zuletzt geändert. Seitdem darf jede natürliche oder juristische Person eine .in-Domain registrieren, ohne einen Wohnsitz respektive eine Niederlassung in Indien vorweisen zu müssen. Auch der administrative Ansprechpartner muss nicht aus Indien stammen. Nachdem zuvor nur Third-Level-Domains registriert wurden, sind seitdem auch Adressen auf zweiter Ebene möglich. Die Endungen auf zweiter Ebene wie beispielsweise .co.in für Unternehmen oder .edu.in für Bildungseinrichtungen blieben erhalten.
Seit 2011 unterstützt .in sogenannte internationalisierte Domainnamen. Die Top-Level-Domain selbst ist in insgesamt sieben Varianten erhältlich, die alle von der Verfassung Indiens anerkannten Sprachen abdecken. Insgesamt darf eine .in-Domain zwischen drei und 63 Zeichen lang sein. Eine Besonderheit im Vergleich zu anderen Top-Level-Domains ist, dass die Vergabestelle sich das Recht vorbehält, eine Domain jederzeit auf einen anderen Inhaber zu übertragen, sofern die Regierung Indiens das verlangt.

## Besonderheiten
Die Domain dlgwe.in wird von der Deutschen Landwirtschafts-Gesellschaft genutzt, um auf dem rückseitigen Etikett der Weinflasche als Shortlink oder QR-Code auf Testergebnisse (Weinprofil, Herkunft, Analyse), Erzeuger sowie auf Bezugsmöglichkeiten hinzuweisen.